# Columnea magnifica
Columnea magnifica är en tvåhjärtbladig växtart som beskrevs av Johann Friedrich Klotzsch och Oerst.. Columnea magnifica ingår i släktet Columnea och familjen Gesneriaceae. Inga underarter finns listade i Catalogue of Life.